# Festival Branchage
Pour les articles homonymes, voir Branchage.

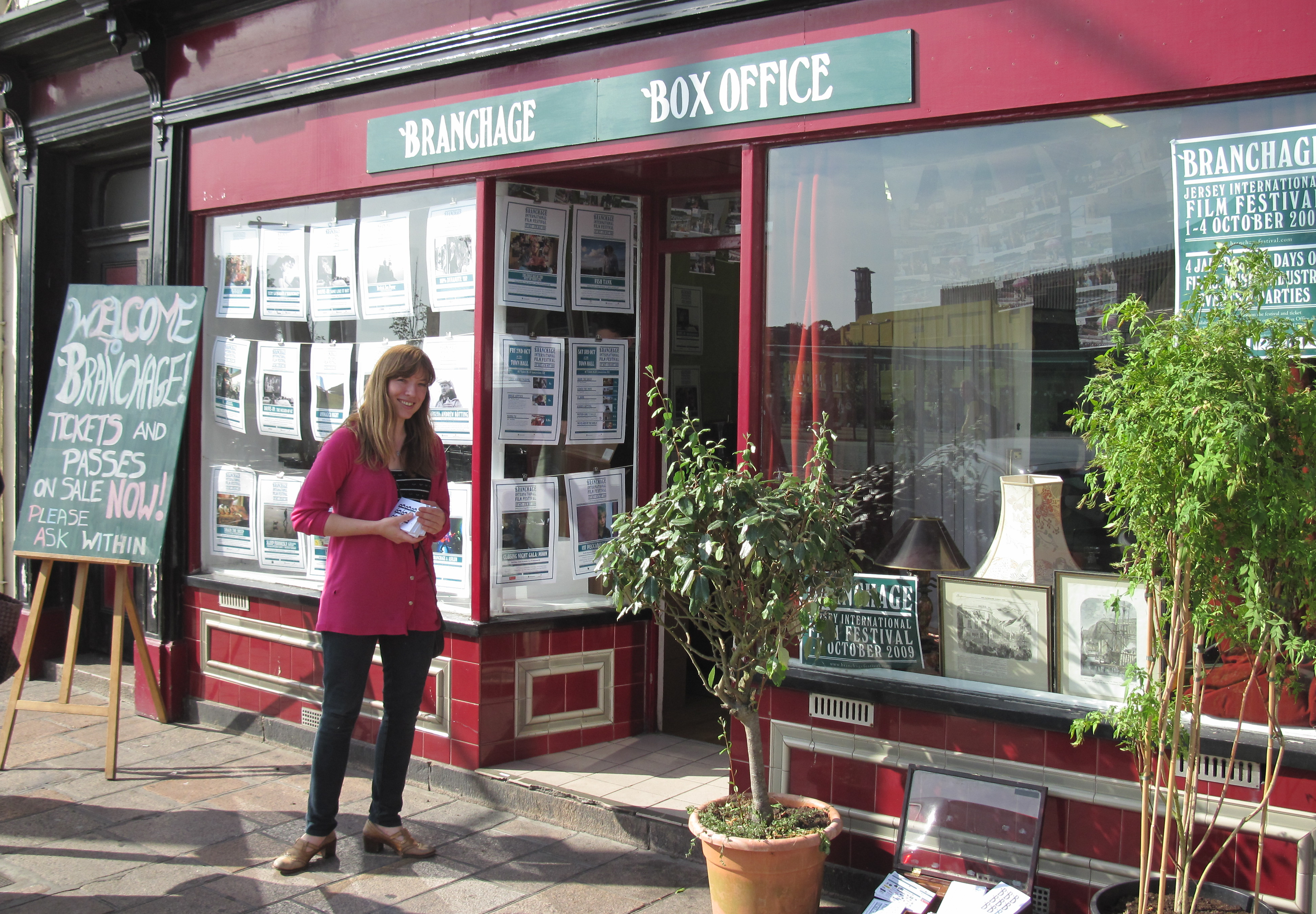
La boutique point de vente et guichet de location du festival Branchage à Saint-Hélier.

Le festival Branchage est un festival de cinéma qui se tient à Jersey depuis 2008.

## Présentation
Le festival Branchage a été créé à Saint-Hélier en 2008 sous le registre d'association à but non lucratif. Ce festival doit son nom au fait qu'il ne se déroule dans aucun salle de cinéma de Jersey mais dans de multiples lieux et monuments de l'île. Il fait participer la population au plus près de son habitat, à l'instar de la traditionnelle visite du branchage, organisée par les connétables et assisté des membres du Comité des chemins composé de deux inspecteurs des chemins, de centeniers et de vingteniers membres de la police honorifique. 
La soirée inaugurale fut organisée à l'Opéra de Jersey qui accueillit pour l'occasion la nuit de gala d'ouverture avec le film documentaire  "Man on Wire" (Le Funambule) autour du funambule français Philippe Petit, du réalisateur britannique James Marsh et produit par Simon Chinn qui deviendra par la suite le mécène du festival Branchage. L'année suivante, ce film recevra le grand prix du documentaire au Festival de Sundance ainsi que l'Oscar du meilleur film documentaire et le BAFTA du meilleur film britannique. D'autres films furent présentés au public sous un immense chapiteau à Saint-Hélier.
À la suite du succès de la première édition, le festival Branchage s'étoffa et se diversifia. Les films furent présentés dans plusieurs lieux et délocalisa une partie de son programme dans d'autres villes de Jersey ainsi que dans l'enceinte du château de Mont-Orgueil.
En 2009, le festival présenta Le Cuirassé Potemkine, un film soviétique muet réalisé par Sergueï Eisenstein et sorti en 1925. Le film fut accompagné de la musique du groupe français Zombie Zombie qui jouait à l'arrière du remorqueur du Duc de Normandie dans le port de Saint-Hélier.
Après les saisons 2010 et 2011, le festival s'interrompit pendant deux années avant de reprendre de nouveau pour la saison 2014.
Pour la saison 2014, le festival Branchage a programmé une exposition sur Peter Blake. Des projections se sont tenues dans les villes de Saint-Aubin de Saint-Brelade et de Saint-Laurent. La programmation s'est élargie avec des projections destinées aux scolaires, une exposition photographique, des rencontres poétiques avec une ouverture à la langue jersiaise et l'accueil de groupes folkloriques locaux comme les Badlabecques qui jouent et chantent des chansons traditionnelles normandes et jersiaises.